# كريس ستوكس
كريس ستوكس (بالإنجليزية: Chris Stokes)‏ هو متزلج جماعي وشخصية أعمال جامايكي، ولد في 12 نوفمبر 1963 في أبريشة سانت أندرو ‏ في جامايكا.

## وصلات خارجية
- كريس ستوكس على موقع أوليمبيديا (الإنجليزية)